# Acraea bellua
Acraea bellua är en fjärilsart som beskrevs av Hans Daniel Johan Wallengren 1857. Acraea bellua ingår i släktet Acraea och familjen praktfjärilar. Inga underarter finns listade i Catalogue of Life.